# Ichthiacris celata
Ichthiacris celata är en insektsart som beskrevs av Kevan, D.K.M. 1990. Ichthiacris celata ingår i släktet Ichthiacris och familjen Pyrgomorphidae. Inga underarter finns listade i Catalogue of Life.